# Schillerstövare
Der Schillerstövare ist eine von der FCI (Nr. 131, Gr. 6, Sek. 1.2) anerkannte schwedische Hunderasse.

## Herkunft und Geschichtliches
Diese Laufhunde hatten vermutlich ihren Ursprung in Süddeutschland: Sie waren eher klein, lohfarben mit schwarzem Mantel und geringen weißen Abzeichen. Weiters „Zubehör“: Schweizer Laufhunde, einige englische Laufhundrassen mit vermutlich dem Harrier an der Spitze. Der Name stammt vom ersten Aussteller, einem schwedischen Züchter und Bauern namens Schiller.

## Beschreibung
Dieser Jagdhund wird bis 61 cm groß und 25 kg schwer, lohfarben mit ausgeprägtem schwarzen Mantel. Das Haar sollte harsch sein, aber nicht zu kurz und sehr dicht am Körper anliegend. Die Ohren sind hoch angesetzt, hängend, mit der Vorderkante liegen sie am Kopf an.

## Verwendung
Der Schillerstövare findet als Jagd- und Begleithund Verwendung.